# منال عوض
منال عوض (29 سبتمبر 1976 -) هي ممثلة ومؤلفة فلسطينية.

## السيرة الذاتية
منال عوض ممثلة فلسطينية كوميدية ولدت في 29 سبتمبر من عام 1976م في مدينة بيت جالا، وتقيم في مدينة رام الله، والحاصلة على بكالوريوس مسرح من المعهد العالي للفن المسرحي في تونس، وحاصلة علي ماجستير في الإخراج المسرحي من الأكاديمية الملكية للفنون المسرحية في لندن، عملت منذ تخرجها في العديد من المشاريع في المسرح والتلفزيون والسينما. حضورها في صناعة السينما الفلسطينية مزدهر،اشتهرت وتميزت بأداء الأدوار التي تتعلق بالواقع العربي، بل انتقلت إلى التعبير عن المرأة العربية والأجنبية في المسرحيات التي كانت تشارك فيها، وأبدعت في اختيار الشخصيات التي طرحت من خلالها زبد الواقع الذي تعيشه كل النساء. بدأت في مسرح الطفل، فأول عمل قدمته كان «ميلاده ورمضان» مع مسرح عناد، أما في مسرح الكبار فأول عمل لها في مجال الاحتراف كان مسرحية «مش ع رمانة» للمخرج البريطاني روفس نورس مع مسرح «القصبة». آخر أفلامها "صالون هدى" مع المخرج الفلسطيني هاني أبو أسعد والذي سيعرض عام 2021، إلى جانب دورها في فيلم "غزة مون أمور" لعرب وطرزان ناصر الذي عُرض مؤخراً في العديد من المهرجانات السينمائية حول العالم وحصل على العديد من الجوائز، بالإضافة إلي عدة اعمال فنية أخرى.لها العديد من الأعمال الفنية، أبرز أعمالها: فيلم "صالون هدى"2021م، مسلسل " وطن ع وتر" مواسم متعددة.

## الأعمال الفنية
تتنوع الأعمال الفنية للفنانة الفلسطينية منال عوض من حيث نوع العمل وطبيعته، وهنا نقصد المسلسلات التلفزيونية، والافلام السينمائية، والاعمال المسرحية. ومن جانب آخر تتنوع من حيث دور الفنانة في العمل الفني، ونقصد هنا: التأيف، والتمثيل.
| م  | اسم العمل                   | نوع العمل | العام | دور الفنانة في العمل             | ملاحظات                                                                            |
| -- | --------------------------- | --------- | ----- | -------------------------------- | ---------------------------------------------------------------------------------- |
| 1  | صالون هدى                   | فيلم      | 2021م | ممثلة (دور هدى)                  | من تاليف وإخراج هاني ابو اسعد.                                                     |
| 2  | غزة منامور                  | فيلم      | 2020  | ممثلة                            | من تاليف وإخراج عرب ناصر                                                           |
| 3  | وطن ع الوتر                 | مسلسل     | 2019م | ممثلة أدوار متعددة               | كما عملت الفنلنة في المسلسل مواسم: 2010-2013-2017-2018م                            |
| 4  | المختارون                   | فيلم      | 2017  | ممثلة                            | من تاليف: فيكرام ويت، وإخراج علي فيصل مصطفى.                                       |
| 5  | التدرج (ديجرادي)            | فيلم      | 2015  | ممثلة                            | من تاليف عرب ناصر ، وإخراج طرزان ناصر.                                             |
| 6  | يا طير الطاير               | فيلم      | 2015م | ممثلة، امت بدور والدة محمد عساف. | من تأليف وإخراج هاني أبو أسعد                                                      |
| 7  | المر والرمان                | فيلم      | 2010م | ممثلة، قامن بدور عنبر            | من تاليف وإخراج نجوى نجار                                                          |
| 8  | القدس في يوم آخر            | فيلم      | 2002م | ممثلة، حسدت دور "علياء"          | تاليف إيهاب لمعي، وإخراج هاني أبو اسعد                                             |
| 9  | وطن ع وتر                   | مسلسل     | 2019م | مؤلف للعمل                       | وأيضاً قامت بالتأاليف في موسم 2013م                                                 |
| 10 | سهرة بنات                   | برنامج    | 2018م | ادوار متعددة                     | برنامج حواري كوميدي، تاليف ثريا حمده، وتقديم كل من ميس حمدان، وهيا عوض ، ومنال عوض |
| 11 | الحب والحياة وكل شيئ بينهما | مسلسل     | 2022م | ممثلة                            |                                                                                    |

هتاك من يرى أن العمل الذي أوصل منال إلى الأضواء هو البرنامج الكوميدي التلفزيوني الساخر "وطن ع وتر" والذي حاز على العديد من الجوائز. الجدير بالذكر أنها من مبدعي المسلسل بالتمثيل والكتابة فيه. تم بث البرنامج على شاشة التلفزيون لمدة 10 سنوات. في المسرح مثلت منال في العديد من المسرحيات، وشاركت في العديد من المهرجانات المسرحية في جميع أنحاء العالم. قامت بإخراج مسرحية "603" بالتعاون مع مسرح رويال كورت في لندن، بالإضافة إلى مشاركتها في العديد من المشاريع على مسرح رويال كورت.
اشتهرت منال في الغالب كممثلة كوميدية، حيث قدمت العديد من العروض الكوميدية وعروض الستاند أب الكوميدية في منطقة الشرق الأوسط. كان آخر عرض كوميدي لها بعنوان All Inclusive، حيث قدمت عروضها في العديد من الأماكن.

## روابط خارجية
- لقاء مع الفنانة منال عوض في منزلها.
- صفحة منال عوض علي IMDB